# John Roderick MacDonald
John Roderick MacDonald, né le 9 juillet 1891 à Port Hood en Nouvelle-Écosse et mort le 18 décembre 1959 à Antigonish en Nouvelle-Écosse, était un prélat canadien de l'Église catholique. De 1950 jusqu'à sa mort, il a été l'évêque du diocèse d'Antigonish en Nouvelle-Écosse. De 1943 à 1945, il a été l'évêque du diocèse de Peterborough en Ontario.

## Biographie
John Roderick MacDonald est né le 9 juillet 1891 à Port Hood en Nouvelle-Écosse. Le 23 janvier 1916, en la cathédrale Saint-Ninian d'Antigonish, il a été ordonné prêtre pour le diocèse d'Antigonish en Nouvelle-Écosse par James Morrison, l'évêque d'Antigonish.
Le 5 juin 1943, il a été nommé évêque du diocèse de Peterborough en Ontario. Le 24 août suivant, en la cathédrale Saint-Ninian d'Antigonish, il a été consacré évêque avec Ildebrando Antoniutti comme principal consécrateur et James Morrison et Patrick Albert Bray comme principaux co-consécrateurs.
Le 3 mars 1945, il a été nommé évêque coadjuteur du diocèse d'Antigonish. Par la même occasion, il a été nommé évêque titulaire d'Ancusa (de). Le 13 avril 1950, il succéda à James Morrison comme évêque d'Antigonish à la suite de son décès. Il demeura à cette fonction jusqu'à sa mort le 18 décembre 1859 à l'âge de 68 ans. Il est inhumé au cimetière Saint-Ninian d'Antigonish.